# Обещание (роман Дэймона Гэлгута)
Обещание (англ. The Promise) — роман южноафриканского писателя Дэймона Гэлгута в жанре семейной хроники, впервые опубликованный в мае 2021 года. Отмечен Букеровской премией 2021 года.

## Сюжет
Хроника повествует об истории белой семьи в ЮАР в течение сорока лет. Семья Сварт и их ферма, которая находится за пределами Претории. Семья состоит из Мани, его жены Рэйчел и их детей Антона, Астрид и Амор. Перед смертью Рэйчел в 1986 году она просит, чтобы их чернокожая прислуга Саломея получила в собственность дом, принадлежащий семье. Это обещание, услышанное молодой Амор, Мани обещает исполнить, но не выполняет. Спустя почти десять лет братья и сестры воссоединяются на семейной ферме после того, как их отец получил смертельный укус змеи. Антон наследует дом и заверяет Амор, что выполнит обещание, но не делает этого. Проходит еще десять лет, и напряженность между братьями и сестрами растет, поскольку Астрид и Антон сопротивляются призывам Амор выполнить обещание и законно передать собственность Саломее, которая сейчас в нем живет.

## Отзывы
Роман получил восторженные отзывы на сайте агрегатора рецензий Book Marks, основанный на 11 рецензиях на книги от ведущих литературных критиков. В восторженном обзоре журнала «Harper's Magazine» Клэр Мессад назвала Гэлгута «экстраординарным» 
писателем, написав:

«Как и другие замечательные романы, он сам по себе уникален и превосходит сумму его частей. «Обещание» вызывает в памяти, когда вы доходите до последней страницы, глубокий внутренний сдвиг, который носит почти физический характер. Это, как опыт искусства, который случается очень редко и его следует ценить»
Джеймс Вуд из «The New Yorker» похвалил книгу Гэлгута, написав:

«Гэлгут сразу  очень близок к его тревожным персонажам и несколько иронично далек, как если бы роман был написан в двух размерах, быстром и медленном. И чудесным образом эта повествовательная дистанция не отталкивает нашу близость, а проявляется как другая форма познания»